# Weistrach
Weistrach – gmina w Austrii, w kraju związkowym Dolna Austria, w powiecie Amstetten, w rejonie Mostviertel. Liczy 2 196 mieszkańców (1 stycznia 2014).